# Batalla de las Líneas de Elvas
La batalla de las Líneas de Elvas o de Yelbes se libró el 14 de enero de 1659 entre los ejércitos de España y de Portugal, en Elvas, Portugal. El enfrentamiento fue el resultado del contraataque español tras el asedio de la cercana ciudad de Badajoz efectuado por el ejército portugués el verano anterior. La batalla se saldó con una estrepitosa derrota española tras un ataque portugués a las trincheras españolas al alba del 14 de enero de 1659. 

## Historia
En 1658 un ejército español, comandado por Luis de Haro, acampaba en la frontera del río Caya, con catorce mil hombres de infantería, cinco mil de caballería, artillería y pertrechos. Transcurrieron varios días en que los españoles prepararon el cerco de Elvas y los portugueses la defensa de la ciudad. Luis de Haro distribuyó sus tropas a lo largo de trincheras, dando órdenes para que se realizase una estrecha vigilancia para impedir que Elvas recibiese avituallamientos o cualquier otra clase de ayuda del exterior, de tal modo que solo la llegada de un verdadero ejército pudiese evitar la capitulación de la plaza. La reina madre Luisa de Guzmán decidió llamar a António Luís de Meneses, conde de Cantanhede, para entregarle el mando general de las tropas portuguesas en el Alentejo y transferir al mismo teatro de operaciones a Sancho Manuel de Vilhena, que pasó a asumir las funciones de "Mestre de campo general". Las tropas españolas, instaladas en las dos colinas más próximas, comenzaron a bombardear la ciudad de Elvas, desatando el pánico e infligiendo copiosas bajas a la población. Pero el mayor peligro era la peste, que causaba cerca de trescientas muertes al día.
En esta situación, el conde de Cantanhede reunió en Estremoz un ejército de socorro. A pesar de grandes dificultades, que le obligaron a organizar reclutamientos en Viseo y en la isla de Madeira y a reunir las guarniciones de Borba, Jurumeña, Campomayor, Vila Viçosa, Monforte y Arronches, el conde consiguió formar un ejército de ocho mil infantes, dos mil novecientos caballeros y siete cañones. Habiendo quedado acordado entre el conde y Sancho Manuel que el ataque a las líneas de Elvas se haría por el sitio conocido como Murtais, el ejército portugués salió de Estremoz y marchó hacia la plaza sitiada.
El ejército portugués ocupó las colinas da Assomada, desde donde se avistaba la ciudad de Elvas y las líneas enemigas, con su majestuoso campamento. El 14 de enero, cerca de las ocho de la mañana, los portugueses desencadenaron el ataque, como estaba previsto, por el sitio de los Murtais. La victoria se mantuvo indecisa durante algún tiempo, pues a la acometida correspondió una vigorosa defensa del lado español pero, a cierta altura, las tropas del conde de Cantanhede lograron romper irresistiblemente las líneas españolas, cuyas tropas comenzaron a ceder terreno y no tardaron en huir. 
Las pérdidas sufridas por los españoles en esta batalla fueron enormes. De los 17 500 hombres que participaron en la batalla de las líneas de Elvas bajo el mando del primer ministro español, D. Luis de Haro, tan solo 5 000 soldados de infantería y 1300 caballeros consiguieron refugiarse en Badajoz, según se averiguó en el recuento efectuado en esta ciudad el día después de la batalla, mientras que toda la artillería, 5,000 hombres (además de 600 enfermos y heridos enviados a Badajoz), 15 000 armas de fuego y todos los pertrechos y la correspondência oficial fueron capturados por los portugueses. Un español contemporáneo (Crespi de Valdura) escribió en su diario, el 19 de enero de 1659: «el enemigo [...] nos desbarató; tomó todo el bagaje y artillería y fue grande nuestra pérdida y el señor don Luis de Haro se retiró a Badajoz a uña de caballo con harto peligro de haberle preso». (…)»
En la mañana del día siguiente, la caballería portuguesa salió en persecución de los fugitivos, algunos de los cuales se ahogaron en los ríos Caya y Guadiana, cuando intentaban cruzarlos.
Como el número de prisioneros españoles era demasiado alto, los portugueses se limitaron a robar a los fugitivos españoles sus armas, equipo y ropa.
El 15 de enero, las guarniciones de los últimos fuertes de las líneas de Elvas que aún estaban en poder de los españoles, se rindieron con sus armas.

## Consecuencias
España, agotada, tuvo que pedir una suspensión de armas (mayo de 1659), petición que fue aceptada por Portugal.
La abrumadora victoria sobre España permitió a Portugal no solo conservar su independencia, sino también revertir una situación militar que parecía desesperada. La batalla de las Líneas de Elvas obligó a España a firmar el Tratado de los Pirineos, en ese mismo año de 1659, donde perdió a Francia varios territorios europeos, con el objetivo de concentrar todas las fuerzas en la sumisión del reino rebelde.
En esta batalla se distinguió el conde de Cantanhede, que recibió, entre otras menciones, el título de marqués de Marialva, por carta de ley del 11 de junio de 1661.

## Elvas y el dolor de Felipe IV
El rey D. Felipe IV escribió a su confidente, la monja María de Jesús de Ágreda: 

"(…) La empresa es grande y de suma importância para la conquista de Portugal; [carta fechada el 6 de noviembre de1658]  (…). No quiso Dios que se lograse tanto com se há trabajado y gastado en la empresa de Elvas (…)  pues cuando teníamos superado y a las mayores dificuldades y com esperanzas de coger presto el fruto de lo que se habia trabajado, permitió Nuestro Señor que el martes á 14 de este nos acometiesse el enemigo com tan buena dicha que nos derrotó y socorrió la plaza. Suceso que há sido de gran dolor para mí (…)" [carta con la fecha incorrecta de 2 de enero de1659]

Soror de Ágreda le responde, buscando aliviar el sufrimiento del soberano:

"Señor mio, lastimada y afligida me deja el suceso de Elvas,  y admirada de que tan grandes médios humanos se hayan malogrado y que tantos divinos no los haya oido el Altíssimo, porque se han hecho grandes clamores en todas las partes [de España], repetidas peticiones y sufrágios, de que se infiere es castigo de Dios. " [carta de 30 de enero de 1659].